# TVNorge

Aktualne logo TVNorge

TVNorge – prywatny kanał telewizyjny z Norwegii. Powstał 5 grudnia 1988 i był pierwszym kanałem utrzymującym się tylko z reklam w tym kraju. Początkowo nadawany był tylko na satelicie i poprzez telewizję kablową, a potem także naziemnie. Od 17:30 do 18:30 i od 19.30 do 20.30 nadawane są programy regionalne. Reszta czasu antenowego jest ogólnokrajowa. Obecnym właścicielem jest ProSiebenSat.1 Media.